# Xiang Binxuan
Xiang Binxuan (chinês: 向玢璇; 16 de novembro de 2001) é uma nadadora artística chinesa, campeã olímpica.

## Carreira
Em junho de 2022, no Campeonato Mundial de Esportes Aquáticos em Budapeste, Xiang fez parte da equipe chinesa que ganhou o ouro nas rotinas técnicas e livres. Em julho de 2023, no Campeonato Mundial em Fukuoka, ela fez parte da equipe chinesa que ganhou o ouro na rotina livre por equipe e na rotina acrobática por equipe. Em outubro de 2023, nos adiados Jogos Asiáticos de 2022 em Hangzhou, ela fez parte da equipe da China que ganhou o ouro na competição por equipes.
Em fevereiro de 2024, no Campeonato Mundial de Doha, Xiang fez parte da equipe chinesa que ganhou o ouro nas rotinas acrobáticas, livres e técnicas. Nos Jogos Olímpicos de Verão de 2024, em Paris, conquistou a medalha de ouro na competição por equipes na natação artística, ao lado de Chang Hao, Feng Yu, Wang Ciyue, Wang Liuyi, Wang Qianyi, Xiao Yanning e Zhang Yayi.